# 許良琴
許良琴（1918年7月—？），臺灣雲林縣麥寮鄉人，醫師，長期在家鄉行醫，雲林人稱「出麻仙」，為第八屆醫療奉獻獎得主。

## 生平
許良琴生於1918年7月，出身麥寮的地主家庭。畢業自臺南州立臺南第二中學校、朝鮮京城醫學專門學校。任臺灣總督府立嘉義病院內科醫師一年半後，父親要他返鄉服務，才帶著鹿港世家出身的新婚妻子黃湘雲返回麥寮，1942年8月在故鄉開設健生診所。行醫範圍在麥寮、崙背、台西、東勢鄉等地。
許良琴回想當年麥寮只能種花生、蕃藷、甘蔗等農作物，十名農夫有九人是窮苦人家，往往是「因病而窮、因貧而病」惡性循環。當時麥寮人大多窮，醫藥費不是要求寬限，就是以農作物當醫藥費。另外，梅毒、農藥中毒病例在鄉下地區也不少，當時無盤尼西林治療，注射一劑特效藥需五元、而兩天藥費才八毛錢，但還是有患者付不起而放棄治療。每到農曆年前夕，他就把當年帳冊全捧出來焚燬。
雲林人稱許良琴為「出麻仙」。有一年，雲林流行麻疹，光麥寮一地，即有七、八成小孩子感染，光是施厝寮一地，一天就死了六個孩童。如果經他診治，便能對症下藥，以致贏得「出麻仙」的美名。
許良琴個性隨和，不管刮風下雨、白天黑夜，只要家屬要求出診，幾乎是有求必應。他經常三更半夜出門，有時也難免耽心受怕，一次，患者家屬見狀便拍拍他的肩膀說不用怕，然後撩起衣襬秀出武器，讓他感受海口人強悍與樸實。鄉下人的迷信，也讓許良琴傷透腦筋，如有一次他出診看一名肺癆患者時，家屬另外找來了兩名乩童觀手轎，希望「雙管齊下」，他不便再說什麼。
在得第八屆醫療奉獻獎的次年（1999年）退休。同年，參與台灣諾華公司、厚生基金會由與民生報社合辦的醫學校園巡迴講座，至中國醫藥學院北港校區演說。次年在老伴與兒子陪伴下，再去陽明大學演說。